# Arbis
Arbis – miejscowość i dawna gmina we Francji, w regionie Nowa Akwitania, w departamencie Żyronda. W 2013 roku populacja ówczesnej gminy wynosiła 285 mieszkańców. 
W dniu 1 stycznia 2019 roku z połączenia dwóch ówczesnych gmin – Arbis oraz Cantois – powstała nowa gmina Porte-de-Benauge. Siedzibą gminy została miejscowość Arbis. 